# ジャスティン・ブルール
ジャスティン・ブルール（Justin Bruihl, 1997年6月26日 - ）は、 アメリカ合衆国カリフォルニア州ソノマ郡ペタルーマ出身のプロ野球選手（投手）。左投左打。MLBのトロント・ブルージェイズ所属。

## 経歴

### プロ入りとドジャース時代
カーサ・グランデ高等学校在学時にはトミー・ジョン手術を受けている。高校時代及び進学先のカリフォルニア・ポリテクニック州立大学サンルイスオビスポ校とサンタローザ短期大学在学時にMLBドラフトで指名されることは無かった。
2017年7月にアマチュア・フリーエージェントでロサンゼルス・ドジャースと契約してプロ入り。
2018年、傘下のパイオニアリーグのルーキー級オグデン・ラプターズでプロデビュー。21試合に登板して5勝2敗1セーブ、防御率8.24、44奪三振を記録した。
2019年はA級グレートレイクス・ルーンズとA+級ランチョクカモンガ・クエークスでプレーし、2球団合計で25試合に登板して5勝0敗2セーブ、防御率1.30、51奪三振を記録した。
2020年は新型コロナウイルスの影響でマイナーリーグの試合が開催されなかったため、公式戦の登板は無かった。
2021年、マイナーではAA級タルサ・ドリラーズとAAA級オクラホマシティ・ドジャースでプレーし、2球団合計で26試合（先発1試合）に登板して4勝0敗、防御率2.63、50奪三振を記録した。8月8日にメジャー契約を結んでアクティブ・ロースター入りし、同日のロサンゼルス・エンゼルス戦でメジャーデビュー。以降はマイナー降格することなく左のリリーフとして起用され、この年メジャーでは21試合（先発2試合）に登板して0勝1敗、防御率2.89、11奪三振を記録した。
2023年7月28日にランス・リンとジョー・ケリーを昇格させることに伴い、エディス・レオナルドと共にDFAとなった。

### ロッキーズ時代
2023年8月1日に金銭トレードでコロラド・ロッキーズに移籍し、11日に傘下のAAA級アルバカーキ・アイソトープスからメジャーに昇格した。しかし、エバン・ジャスティスの昇格に伴って25日にDFAとなり、27日に再びAAA級アルバカーキに配属された。そして、オフの11月6日にFAとなった。

### レッズ傘下時代
2024年1月3日にシンシナティ・レッズとマイナー契約を結び、スプリングトレーニングに招待選手として参加したが、開幕はマイナーで迎えた。レッズではメジャーに昇格する機会は無く、6月3日に自由契約となった。

### パイレーツ時代
2024年6月6日にピッツバーグ・パイレーツと契約を結んだ。契約後はAAA級インディアナポリス・インディアンスでプレーしていたが、同月23日にデビッド・ベッドナーの故障者リスト入りに伴って、メジャーに昇格した。昇格後は7試合に登板したが、防御率9.53と首脳陣の期待に応えられず、7月7日にブレント・ハニーウェルを昇格させることに伴いDFAとなり、2日後にAAA級インディアナポリスに降格した。その後は再昇格すること無く、レギュラーシーズン終了後の10月2日にFAとなった。

### ブルージェイズ時代
2025年3月16日にトロント・ブルージェイズとマイナー契約を結んだ。6月17日にメジャー契約を結びアクティブ・ロースター入りした。

## 投球スタイル
カッターを主体としており、それにスライダーやシンカーを交えた投球を見せる。

## 詳細情報

### 年度別投手成績
| 年 度    | 球 団    | 登 板 | 先 発 | 完 投 | 完 封 | 無 四 球 | 勝 利 | 敗 戦 | セ 丨 ブ | ホ 丨 ル ド | 勝 率 | 打 者 | 投 球 回 | 被 安 打 | 被 本 塁 打 | 与 四 球 | 敬 遠 | 与 死 球 | 奪 三 振 | 暴 投 | ボ 丨 ク | 失 点 | 自 責 点 | 防 御 率 | W H I P |
| -------- | -------- | ----- | ----- | ----- | ----- | -------- | ----- | ----- | -------- | ----------- | ----- | ----- | -------- | -------- | ----------- | -------- | ----- | -------- | -------- | ----- | -------- | ----- | -------- | -------- | ------- |
| 2021     | LAD      | 21    | 2     | 0     | 0     | 0        | 0     | 1     | 0        | 3           | .000  | 73    | 18.2     | 13       | 1           | 7        | 2     | 1        | 11       | 3     | 0        | 7     | 6        | 2.89     | 1.07    |
| 2022     | LAD      | 24    | 0     | 0     | 0     | 0        | 1     | 1     | 1        | 3           | .500  | 100   | 23.2     | 22       | 4           | 6        | 2     | 3        | 13       | 0     | 0        | 11    | 10       | 3.80     | 1.18    |
| 2023     | LAD      | 20    | 0     | 0     | 0     | 0        | 1     | 0     | 0        | 1           | 1.000 | 102   | 24.1     | 24       | 2           | 8        | 1     | 2        | 19       | 2     | 0        | 11    | 11       | 4.07     | 1.32    |
| 2023     | COL      | 7     | 0     | 0     | 0     | 0        | 0     | 0     | 0        | 0           | ----  | 19    | 3.2      | 4        | 0           | 3        | 1     | 1        | 3        | 0     | 0        | 7     | 6        | 14.73    | 1.91    |
| '23計    | COL      | 27    | 0     | 0     | 0     | 0        | 1     | 0     | 0        | 1           | 1.000 | 121   | 28.0     | 28       | 2           | 11       | 2     | 3        | 22       | 2     | 0        | 18    | 17       | 5.46     | 1.39    |
| 2024     | PIT      | 7     | 0     | 0     | 0     | 0        | 0     | 0     | 0        | 0           | ----  | 27    | 5.2      | 9        | 1           | 1        | 1     | 1        | 5        | 1     | 0        | 6     | 6        | 9.53     | 1.76    |
| MLB：4年 | MLB：4年 | 79    | 2     | 0     | 0     | 0        | 2     | 2     | 1        | 7           | .500  | 321   | 76.0     | 72       | 8           | 25       | 7     | 8        | 51       | 6     | 0        | 42    | 39       | 4.62     | 1.28    |

- 2024年度シーズン終了時

### ポストシーズン投手成績
| 年 度     | 球 団     | シ リ ｜ ズ | 登 板 | 先 発 | 勝 利 | 敗 戦 | セ ｜ ブ | 打 者 | 投 球 回 | 被 安 打 | 被 本 塁 打 | 与 四 球 | 敬 遠 | 与 死 球 | 奪 三 振 | 暴 投 | ボ ｜ ク | 失 点 | 自 責 点 | 防 御 率 |
| --------- | --------- | ----------- | ----- | ----- | ----- | ----- | -------- | ----- | -------- | -------- | ----------- | -------- | ----- | -------- | -------- | ----- | -------- | ----- | -------- | -------- |
| 2021      | LAD       | ALCS        | 3     | 0     | 0     | 0     | 0        | 7     | 2.0      | 1        | 0           | 0        | 0     | 0        | 5        | 0     | 0        | 0     | 0        | 0.00     |
| 出場：1回 | 出場：1回 | 出場：1回   | 3     | 0     | 0     | 0     | 0        | 7     | 2.0      | 1        | 0           | 0        | 0     | 0        | 5        | 0     | 0        | 0     | 0        | 0.00     |

- 2024年度シーズン終了時

### 年度別守備成績
| 年 度 | 球 団 | 投手（P） | 投手（P） | 投手（P） | 投手（P） | 投手（P） | 投手（P） |
| 年 度 | 球 団 | 試 合     | 刺 殺     | 補 殺     | 失 策     | 併 殺     | 守 備 率  |
| ----- | ----- | --------- | --------- | --------- | --------- | --------- | --------- |
| 2021  | LAD   | 21        | 0         | 3         | 0         | 0         | 1.000     |
| 2022  | LAD   | 24        | 2         | 4         | 1         | 0         | .857      |
| MLB   | MLB   | 45        | 2         | 7         | 1         | 0         | .900      |

- 2022年度シーズン終了時

### 背番号
- 63（2021年 - 2023年途中）
- 55（2023年途中 - 同年終了）
- 56（2024年）
- 58（2025年 - ）